# 観音平・天神堂古墳群
観音平・天神堂古墳群（かんのんだいら・てんじんどうこふんぐん）は、新潟県妙高市にある古墳群。観音平古墳群（位置/地図）と1kmほど離れた天神堂古墳群（位置/地図）の2つの古墳群から構成される。国の史跡に指定されている。

## 観音平古墳群

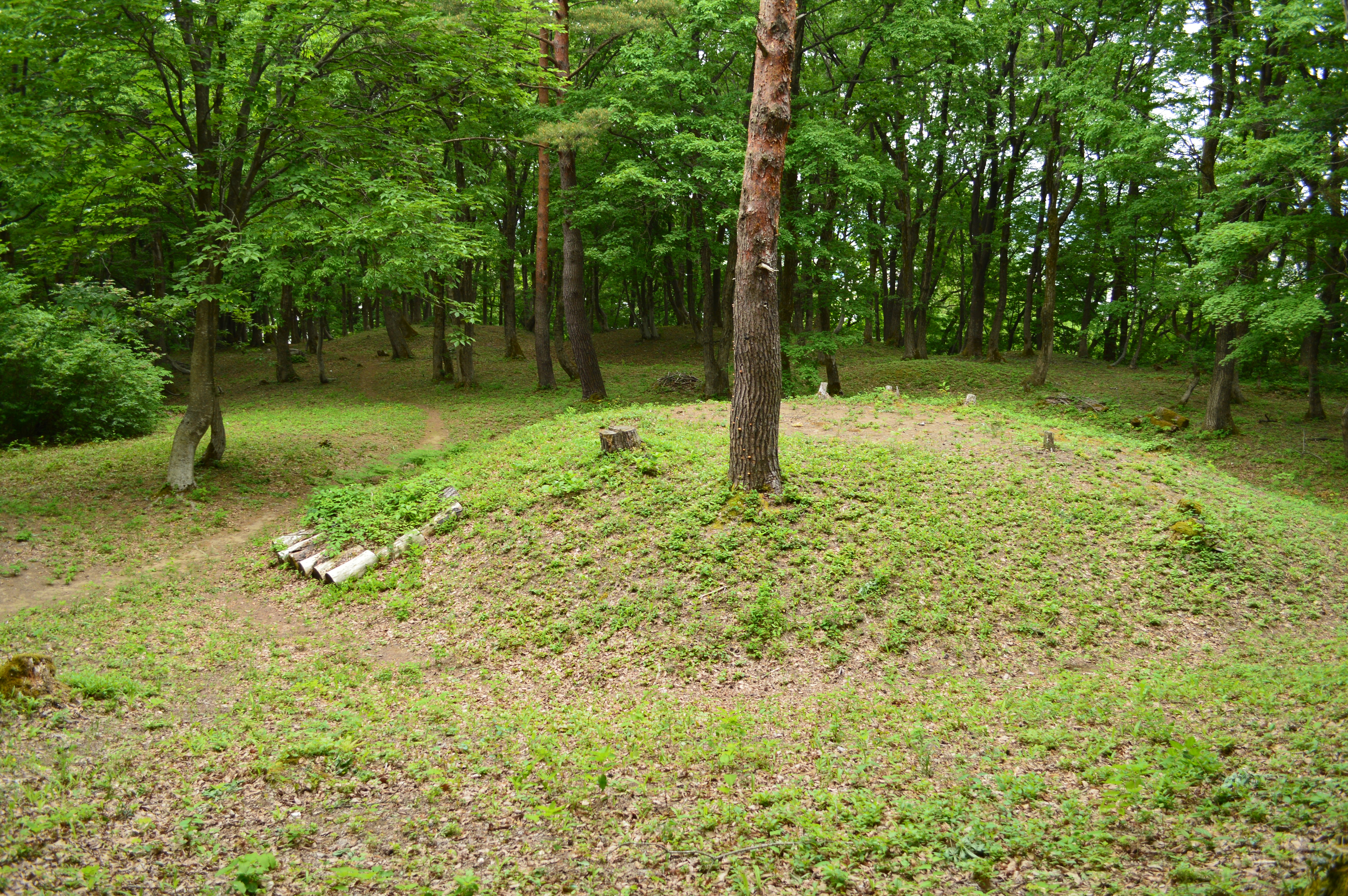
観音平古墳群

3群38基前後からなり、前期の前方後円墳を含み中期の初期群集墳を主体とするようである。尾根上の最高所に帆立貝形古墳の1号墳が存在し、方墳の3号墳をへて前方後円墳の4号墳が続く。下位の緩斜面部には墳頂平坦面の広い中期の円墳が主に群在する。2001年に1～4号墳の発掘調査が実施されたが、葺石は確認されず埴輪も出土しなかった。なお弥生時代の方形台状墓などが混在する可能性もある。

### 1号墳
3世紀後半のものとみられる新潟県内では珍しい帆立貝形古墳。全長約26.8m、後円部径約21.4m×約20.0m、前方部長約5.4m、前方部幅約4.8m、くびれ部幅約4.5m。

### 4号墳
1号墳に隣接する前方後円墳。全長約33.6m、後円部径約19.0m×約23.0m、前方部長約11.6m、前方部幅約7.0m、くびれ部幅約5.0m。形状は1号墳と似通っており、古式の特徴を備えている。1号墳と同様に古墳時代初頭まで遡る可能性をもつ。

## 天神堂古墳群

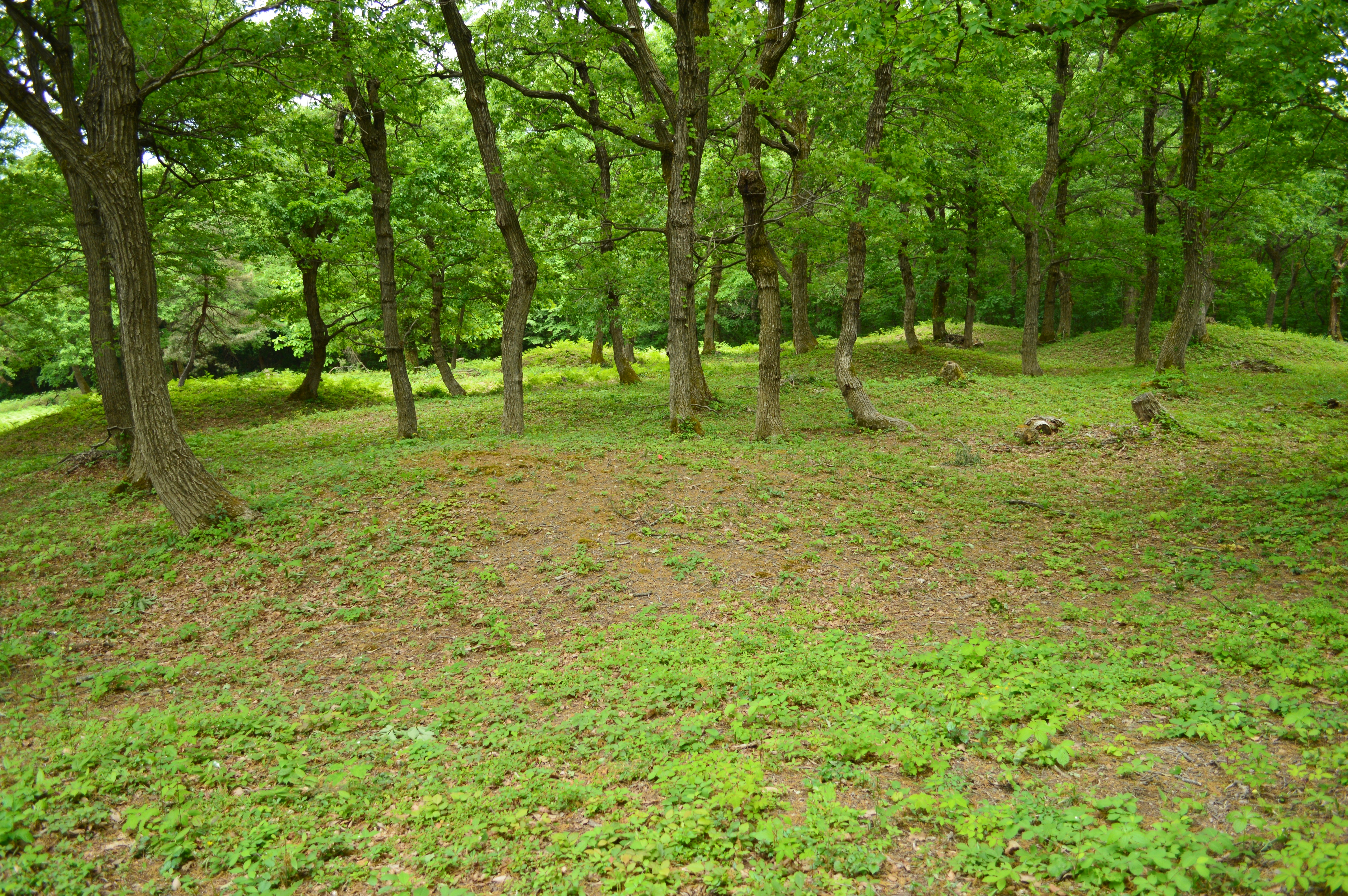
天神堂古墳群

大きく3群・計188基からなる。最高所に位置する1号墳は方墳で、その他はほとんどが円墳である。規模は5～20ｍほどである。葺石は確認されていない。古く東京大学によって数基の古墳の発掘調査が行われ、鏡・直刀・鉄鏃・土師器などが出土している。出土品からは5世紀末の時期がうかがわれる。ほかに麓近くに横穴式石室をもつ古墳があり、傾向として高所にあるものが古く下位にあるものが新しい。一部は6世紀後半台に下る可能性もある。

### 6号墳
古墳群で最大規模の円墳であり、直径は20mを上回る。墳頂部の表土下約0.3mの地点から土師器片、さらにその下約0.2mから鉄剣の破片が出土。石室などの埋葬施設は確認されていないが、主体部の底面は粘土層で整地されていた。昭和32年に東京大学によって発掘調査されている。

## 文化財

### 国の史跡
- 観音平・天神堂古墳群 - 1978年（昭和53年）3月24日指定[4]。